# Genezjusz z Brescello
Genezjusz z Brescello (zm. w V wieku) – pierwszy biskup nieistniejącej już diecezji Brixellum (389-VII w.), dziś Brescello w regionie Emilia-Romania, włoski święty Kościoła katolickiego.
Według źródeł średniowiecznych Genezjusz żył na przełomie IV i V wieku, w tym samym czasie co inni wielcy biskupi z tamtego regionu: Savino z Piacenzy, Prospero z Reggio i Giminiano z Modeny.
Wszystkie informacje dotyczące jego życia pochodzą z dość niepewnego źródła, jakim jest Revelatio beati Genesii episcopi, związanego z wydarzeniami dotyczącymi odbudowy Brescello zburzonego w VI w. podczas wojny gockiej. Kiedy założyciel dynastii władców Canossy, Adalbert Atto (lub Azzo), inicjując odbudowę zamku w Brescello, tchnął nowe życie w podupadłą miejscowość, wydawało się ze wszech miar właściwe, aby odnieść się do chwały dawnych czasów. Revelatio napisana w czasach odbudowy Brescello, opowiada o znalezisku dokonanym w tamtym czasie. Według opisu, podczas odbudowy odnaleziono ciało jakiegoś zapomnianego świętego z Brescello. O jego świętości świadczyły cuda dokonujące się przed i w czasie odnalezienia. Jego tożsamość wskazywał napis, który ukazał się na grobie:
HIC TITUBUS EST VENERABIBIS GENESII
HUIUS BRIXEBEENSIS URBIS EPISCOPI
Niestety informacje Revelatio nie są wystarczająco wiarygodne, gdyż nawiązują do podobnych inwencji, popularnych w tamtych czasach. Napis też nie wydaje się być dość antyczny. Ponadto, nie ma dowodów na istnienie kultu tego świętego przed opisanym w Revelatio znalezieniem grobu. W każdym razie począwszy od X w. istnieje udokumentowany kult świętego. W czasach Adalberta Azzo zostało wzniesione w Brescello opactwo benedyktyńskie pod wezwaniem św. Genezjusza. Na XI w. przypada okres rozkwitu opactwa, na rzecz którego Matylda toskańska przekazała bogate darowizny.
Kult świętego nie rozszerzył się jednak zbytnio. Do dziś przetrwał właściwie tylko w Brescello, którego Genezjusz jest patronem oraz w okolicach tej miejscowości.
Relikwie świętego przechowywane są do dziś w jednej z kaplic kościoła parafialnego w Brescello (Chiesa di Santa Maria Nascente).
Święto liturgiczne ku czci św. Genezjusza obchodzone jest w Brescello 25 sierpnia.